# Ålesund
Ålesund ( PRONÚNCIA) é uma comuna da Noruega, com 607 km² de área e 67 114 habitantes (2022). 
Ålesund foi totalmente destruída por um incêndio, no início do século XX, mais precisamente num sábado, dia 23 de janeiro de 1904, mas depois foi reconstruída através do processo moderno de Art Nouveau (Arte Nova), um estilo arquitetônico moderno de construção. 
Atualmente, Ålesund é considerada a capital mundial do bacalhau, com várias indústrias de beneficiamento do bacalhau, sendo feito esse processo de forma totalmente manual, fazendo do bacalhau uma das iguarias mais nobres do mundo.

## Cidade de Ålesund
A cidade de Ålesund é a 11ª cidade da Noruega, com 55 000 habitantes (2022). Pertence maioritariamente à comuna de Ålesund, e em menor parte à comuna de Sula, ambas no condado de Møre og Romsdal.
É o maior porto de pesca, o terceiro maior porto de contentores e o quarto maior porto de exportação do país.
As indústrias de peixe empregam 33% da mão de obra e a construção e reparação naval 27%.
A pesca do bacalhau tem tradições em Ålesund.